# Pag
Pag (latim: Pagus, "aldeia"; em italiano: Pago; em alemão: Baag) é uma ilha no norte do mar Adriático, na costa da Croácia. É a quinta maior ilha do país, e a que tem o litoral mais extenso.
A população de Pag era, em 2001, de 7.969. Além das duas cidades da ilha, Pag e Novalja, existem algumas vilas menores e diversos pontos turísticos. Administrativamente, a ilha é divida em duas partes; o norte pertence ao condado de Lika-Senj, enquanto a parte sul pertence ao condado de Zadar.